# Sherbrooke
Sherbrooke (wym. [ʃɛʁˈbʁuk]) – miasto w Kanadzie, w prowincji Quebec, przy ujściu rzeki Magog do Saint-François. Sherbrooke jest stolicą i największym miastem regionu Estrie.
W tym mieście rozwinął się przemysł włókienniczy, maszynowy, metalowy, papierniczy, obuwniczy oraz spożywczy.
Liczba mieszkańców Sherbrooke wynosi 147 427. Język francuski jest językiem ojczystym dla 89,9%, angielski dla 4,0% mieszkańców (2006).
W Sherbrooke urodzili się: piosenkarz Pierre Garand, znany bardziej jako Garou, hokeista Éric Bélanger.

## Sport
- Municipal Stadium – stadion
- Stade de l'Université de Sherbrooke – stadion
- Sherbrooke Phoenix – klub hokejowy